# Disturbo della maturazione sessuale
Con disturbo della maturazione sessuale ci si riferisce all'ansia, alla sofferenza e alla depressione che si generano quando un individuo è incerto sulla propria Identità sessuale o sul proprio orientamento sessuale. Ciò si verifica comunemente negli adolescenti che non sono sicuri del proprio orientamento (omosessuale, eterosessuale o bisessuale) o negli adulti che dopo un periodo di orientamento sessuale apparentemente stabile (spesso legato a una relazione a lungo termine) si rendono conto di essere attratti da qualcuno di sesso diverso dal/la compagno/a.

## Nosografia
L'Organizzazione Mondiale della Sanità (OMS) annovera il disturbo nell'ICD-10, sotto "Disturbi psicologici e del comportamento associati allo sviluppo e all'orientamento sessuale". Nell'ICD-10 si afferma esplicitamente che l'orientamento sessuale, di per sé, non rappresenta un disturbo e non viene ivi classificato. Il disturbo della maturazione sessuale, insieme all'orientamento sessuale ego-distonico e al disturbo della relazione sessuale, è stato introdotto nell'ICD nel 1990, rimpiazzando la diagnosi di omosessualità dell'ICD-9. La diagnosi non è inclusa nell'ICD-11.

## Sintomatologia e diagnosi
Il disturbo può iniziare con:
- fantasie o sogni omosessuali;
- percezione di essere attratti da qualcuno dello stesso sesso;
- sensazione di essere diversi dai propri amici o compagni di classe;
- esperienze sessuali non socialmente approvate.

La confusione sulla sessualità può essere aggravata da:
- stigma sociale che può derivare dall'omosessualità/bisessualità;
- mancanza di conoscenza dell'argomento;
- mancata conoscenza di altri omosessuali;
- poche opportunità di socializzare con altri adolescenti che stanno provando sentimenti simili.

La ragione per provare attrazione sessuale per uomini o donne dipende da molteplici fattori, essendo influenzata da fattori genetici, congeniti, sociali, culturali ed endocrini. Ma contrariamente a quanto la società pensa, l'opinione degli esperti è che l'attrazione sessuale non è un'opzione, ma un'imposizione.
I problemi psicologici legati all'omosessualità e alla bisessualità sono proporzionali all'intolleranza della società in cui si vive, soprattutto da parte di genitori, tutori e insegnanti. Pertanto, maggiori sono l'intolleranza e il pregiudizio, maggiore è la probabilità di depressione maggiore e suicidio.
Il disturbo non è limitato a nessun orientamento sessuale, quindi la fonte del disturbo possono essere desideri omosessuali, bisessuali, eterosessuali, transgender, oppure l'assenza di desideri sessuali. Se non si ha alcun desiderio sessuale per nessuno, si può sospettare una depressione maggiore (o simili) o può essere l'espressione di una sana e normale asessualità.
Questa diagnosi non può essere applicata nei casi di intersessualità (persone nate con genitali ambigui), in quanto si considera che queste persone debbano essere libere di scegliere il proprio genere e la propria sessualità.

### Diagnosi differenziale
- Orientamento sessuale egodistonico (F66.1): la persona conosce il proprio orientamento e la propria identità sessuale, ma non ne è soddisfatta e vuole cambiare.[1]
- Disturbo della relazione sessuale (F66.2): la persona conosce il proprio orientamento sessuale e ha problemi nella relazione attuale a causa di questo.

## Terapia

L'obiettivo del trattamento dovrebbe essere quello di chiarire i dubbi sui diversi orientamenti sessuali basati sulla ricerca scientifica e senza pressioni per fare una scelta.

L'obiettivo del trattamento è aiutare la persona a sentirsi bene con se stessa e con il proprio orientamento sessuale. Per questo si consiglia di:
- chiarire i dubbi sulle diverse forme di sessualità sulla base di fonti scientifiche;
- chiarire dubbi su rapporti sessuali e uso di preservativi sulla base di fonti scientifiche;
- non insistere su uno specifico orientamento o sull'astinenza, lasciando che sia la persona a decidere.